# Dolorita Fuchs-Gerber
Pour les articles homonymes, voir Fuchs et Gerber.
Dolorita Fuchs-Gerber née le 29 avril 1968 à Rorbas en Suisse est une triathlète et duathlète professionnelle, neuf fois championne nationale en  duathlon, cinq fois en triathlon et vainqueur sur compétition Ironman.

## Palmarès
Le tableau présente les résultats les plus significatifs (podium) obtenus sur le circuit international de duathlon et de triathlon depuis 1987,.
| Année | Compétition                                       | Pays           | Position           | Temps           |
| ----- | ------------------------------------------------- | -------------- | ------------------ | --------------- |
| 2001  | Championnats de Suisse                            | Suisse         | Médaille d'or      | Timing          |
| 2000  | Championnats de Suisse                            | Suisse         | Médaille d'or      | Timing          |
| 2000  | Powerman Pays-Bas                                 | Pays-Bas       | Médaille d'or      | 3 h 5 min 21 s  |
| 2000  | Championnats du monde de duathlon longue distance | Afrique du Sud | Médaille d'argent  | 2 h 55 min 45 s |
| 1999  | Championnats de Suisse                            | Suisse         | Médaille d'or      | Timing          |
| 1999  | Powerman Autriche                                 | Autriche       | Médaille d'or      | 3 h 36 min 59 s |
| 1999  | Powerman Pays-Bas                                 | Pays-Bas       | Médaille d'or      | Timing          |
| 1999  | Championnats d'Europe de duathlon                 | Autriche       | Médaille de bronze | 2 h 4 min 48 s  |
| 1998  | Championnats du monde de duathlon                 | Allemagne      | Médaille de bronze | 2 h 11 min 12 s |
| 1998  | Championnats de Suisse                            | Suisse         | Médaille d'or      | Timing          |
| 1998  | Championnats d'Europe de duathlon                 | Pologne        | Médaille de bronze | 2 h 10 min 35 s |
| 1997  | Championnats de Suisse                            | Suisse         | Médaille d'or      | Timing          |
| 1997  | Powerman Autriche                                 | Autriche       | Médaille d'or      | 3 h 38 min 16 s |
| 1997  | Championnats d'Europe de duathlon                 | Pologne        | Médaille d'or      | 1 h 58 min 39 s |
| 1995  | Championnats d'Europe de duathlon                 | Hongrie        | Médaille d'or      | 2 h 56 min 58 s |
| 1994  | Championnats d'Europe de duathlon                 | Finlande       | Médaille d'or      | 2 h 57 min 44 s |
| 1993  | Championnats de Suisse                            | Suisse         | Médaille d'or      | Timing          |
| 1991  | Championnats de Suisse                            | Suisse         | Médaille d'or      | Timing          |
| 1990  | Championnats de Suisse                            | Suisse         | Médaille d'or      | Timing          |
| 1990  | Championnats d'Europe de duathlon                 | Suisse         | Médaille d'argent  | 1 h 32 min 34 s |
| 1989  | Championnats de Suisse                            | Suisse         | Médaille d'or      | Timing          |

| Année | Compétition                        | Pays   | Position          | Temps           |
| ----- | ---------------------------------- | ------ | ----------------- | --------------- |
| 1999  | Ironman Suisse                     | Suisse | Médaille d'or     | 9 h 46 min 42 s |
| 1992  | Championnats de Suisse             | Suisse | Médaille d'or     | Timing          |
| 1990  | Championnats de Suisse             | Suisse | Médaille d'or     | Timing          |
| 1989  | Championnats de Suisse             | Suisse | Médaille d'or     | Timing          |
| 1988  | Championnats d'Europe de triathlon | Italie | Médaille d'argent | 2 h 5 min 12 s  |
| 1988  | Championnats de Suisse             | Suisse | Médaille d'or     | Timing          |
| 1987  | Championnats de Suisse             | Suisse | Médaille d'or     | Timing          |